# Projekt 971
Projekt 971 Ščuka (v kódu NATO třída Akula) je třída útočných ponorek s jaderným pohonem. Ponorky vyvinuté pro Sovětské námořnictvo po rozpadu SSSR převzalo nástupnické Ruské námořnictvo. Celkem bylo postaveno 15 ponorek této třídy, přičemž tři další byly dostavěny jako raketonosné ponorky Projektu 955. Jediným zahraničním uživatelem této třídy je Indické námořnictvo, kterému Rusko zapůjčilo ponorku INS Chakra II (ex K-152 Něrpa).

## Stavba
Ponorky této třídy byly stavěny od roku 1983 loděnicemi v Komsomolsku a v Severodvinsku. Patnáct dokončených ponorek třídy tvoří K-284 Akula, K-263 Delfin, K-322 Kašalot, K-480 Bars, K-391 Bratsk, K-317 Pantěra, K-331 Narval, K-461 Volk, K-328 Leopard, K-419 Kuzbas, K-154 Tigr, K-295 Samara, K-157 Vepr, K-335 Gepard, K-152 Něrpa. Trupy ponorek K-337 Kuguar, K-333 Rys a třetí s nepřiděleným jménem byly konvertovány na raketonoské ponorky Projektu 955. Stavba další ponorky byla pozastavena a její osud je nejasný. Poslední dvě rozestavěné ponorky byly sešrotovány.

## Konstrukce
Trup je zhotoven z nízkomagnetické oceli. Ponorka je vybavena čtyřmi 533mm torpédomety a čtyřmi 650mm torpédomety, sloužícími k vypouštění torpéd, řízených střel a námořních min. Výzbroj zahrnuje například torpéda ráže 533 mm, protiponorkové střely RPK-7 Veter (v kódu NATO SS-N-16 Stallion), nebo protizemní střely S-10 Granat (v kódu NATO: SS-N-21 Sampson). Pohonný systém tvoří jeden reaktor a jedna turbína. Lodní šroub je jeden. Nejvyšší rychlost dosahuje 20 uzlů na hladině a 35 uzlů pod hladinou.